# Фернандес де Роса, Альберто
Альберто Фернандес де Роса (род. 25 апреля 1944, Буэнос-Айрес), также известный по творческому псевдониму Пако — аргентинский актёр, чья карьера насчитывает свыше семи десятилетий.

## Биография
Альберто дебютировал на сцене в 11 лет в театре «Астрал» в Буэнос-Айресе в спектакле для детей «Росомаха-гигант». С 1962 года Фернандес де Роса снимался в кино. Известность же ему принесла роль Бобби в культовом киномюзикле Родольфо Куна «Пахарито Гомес», вышедшем на экраны в 1965 году. В 2022 году фильм стал 22-м в списке 100 лучших картин в истории аргентинского кинематографа.
В 1977 году актёр был удостоен премии за лучшую мужскую роль второго плана от Ассоциации кинокритиков Испании (фильм «Семейный портрет» режиссёра Антонио Хименеса Рико).
Он был женат на актрисе Кристине Банегас (род. 1948). В их браке родилась дочь, также ставшая актрисой Валентина Фернандес де Роса (умерла в 2022 году). Позднее он развёлся с Кристиной и женился на Марте Лопес Пардо.